# Taenioides limicola
Taenioides limicola är en fiskart som beskrevs av Smith, 1964. Taenioides limicola ingår i släktet Taenioides och familjen smörbultsfiskar. Inga underarter finns listade i Catalogue of Life.